# Wahl des Premierministers von Japan
Eine Wahl des Premierministers (japanisch 内閣総理大臣指名選挙 naikakusōridaijin shimei senkyo, eigentlich etwa „Wahl zur Bestimmung des Premierministers“, da der gewählte noch formal ernannt werden muss; auch shuhan … (首班) oder shushō … (首相) …shimei senkyo) im nationalen Parlament entscheidet seit 1947 über den Premierminister von Japan. Sie wird durchgeführt, wenn ein Kabinett zurückgetreten ist. Das Kabinett muss geschlossen zurücktreten: 1. bei der ersten Zusammenkunft des Parlaments nach einer allgemeinen Wahl des Abgeordnetenhauses, 2. nach einem Misstrauensvotum im Abgeordnetenhaus, das nicht durch die Auflösung der Kammer beantwortet wurde, oder 3. wenn der Premierminister sein Amt nicht mehr ausüben kann, z. B. wegen Rücktritt, Tod, Krankheit, Entführung, Überlaufen oder nachträglicher Disqualifikation, weil er zum Zeitpunkt seiner Wahl die Amtsvoraussetzungen nicht erfüllt hat. Zwar bestimmt die Verfassung die Wahl durch das gesamte Parlament, das Abgeordnetenhaus hat aber im Konfliktfall das entscheidende Votum.

## Verfahren
Gewählt wird der Premierminister vom nationalen Parlament aus den eigenen Reihen. Beide Kammern stimmen getrennt in namentlicher Abstimmung ab. Erzielt in einer Kammer kein Kandidat eine absolute Mehrheit im ersten Wahlgang, wird dort eine Stichwahl zwischen den beiden Kandidaten mit den meisten Stimmen durchgeführt. Hat bei den Abstimmungen ein Kandidat in beiden Kammern eine Mehrheit erhalten, ist er der designierte Premierminister. Stimmen beide Kammern für verschiedene Kandidaten, was bisher fünfmal der Fall war, muss das Rätehaus den Vermittlungsausschuss (両院協議会, ryōin kyōgikai) einberufen. Einigen sich die Vertreter beider Kammern dort auf einen Kandidaten oder erhält ein Kandidat die Stimmen von zwei Dritteln der Mitglieder des Ausschusses, ist dieser der vom Parlament designierte Premierminister. Andernfalls wird der vom Abgeordnetenhaus bestimmte Kandidat automatisch der des ganzen Parlaments. Letzteres ist ebenfalls der Fall, wenn das Rätehaus innerhalb von zehn Tagen nach der Abstimmung im Abgeordnetenhaus nicht abgestimmt hat. Die bisher übliche Praxis im Konfliktfall ist, dass sofort festsgestellt wird, dass es keinen Konsens gibt, ohne einen echten Versuch zu machen einen solchen herzustellen, und der Kandidat des Abgeordnetenhauses somit sofort zum vom Parlament designierten Premierminister wird.
Der vom Parlament designierte Premierminister wird Premierminister, sobald er die Ernennungszeremonie beim Tennō absolviert hat. Bis dahin ist der Vorgänger geschäftsführend im Amt, im Fall einer Vakanz dessen Stellvertreter.

## Bisherige Wahlen
Nur die beiden Kandidaten mit den meisten Stimmen sind aufgeführt, bei Stichwahlen nur das Ergebnis der Stichwahl. Stichwahlergebnisse sind unterstrichen.
| Kokkai | Datum         | Ergebnis im Abgeordnetenhaus           | Ergebnis im Abgeordnetenhaus | Ergebnis im Abgeordnetenhaus | Ergebnis im Abgeordnetenhaus     | Ergebnis im Rätehaus                             | Ergebnis im Rätehaus                             | Ergebnis im Rätehaus      | Ergebnis im Rätehaus        | Vorausgegangen                                                                         |
| Kokkai | Datum         | Zweitplatzierter Kandidat              | Zweitplatzierter Kandidat    | Designierter Premierminister | Designierter Premierminister     | Designierter Premierminister                     | Designierter Premierminister                     | Zweitplatzierter Kandidat | Zweitplatzierter Kandidat   | Vorausgegangen                                                                         |
| Kokkai | Datum         | Zweitplatzierter Kandidat              | Zweitplatzierter Kandidat    |                              |                                  | Abstimmungssieger im Rätehaus (falls abweichend) | Abstimmungssieger im Rätehaus (falls abweichend) | Zweitplatzierter Kandidat | Zweitplatzierter Kandidat   | Vorausgegangen                                                                         |
| ------ | ------------- | -------------------------------------- | ---------------------------- | ---------------------------- | -------------------------------- | ------------------------------------------------ | ------------------------------------------------ | ------------------------- | --------------------------- | -------------------------------------------------------------------------------------- |
| 1.     | 23. Mai 1947  | Shigeru Yoshida (LPJ)                  | 1                            | 420                          | Tetsu Katayama (SPJ)             | Tetsu Katayama (SPJ)                             | 205                                              | 1                         | Kijūrō Shidehara (DP)       | Abgeordnetenhauswahl 1947 [=Pflichtrücktritt], Rätehauswahl 1947                       |
| 1.     | 23. Mai 1947  | Akira Saitō (Rikken Yōseikai)          | 1                            | 420                          | Tetsu Katayama (SPJ)             | Tetsu Katayama (SPJ)                             | 205                                              | 1                         | Yukio Ozaki (parteilos)     | Abgeordnetenhauswahl 1947 [=Pflichtrücktritt], Rätehauswahl 1947                       |
| 2.     | 21. Feb. 1948 | Shigeru Yoshida (LPJ)                  | 180                          | 216                          | Hitoshi Ashida (DP)              | Shigeru Yoshida (LPJ)                            | 104                                              | 102                       | Hitoshi Ashida (DP)         | [rechtlich gesehen freiwilliger] Rücktritt des Kabinetts über SPJ-Flügelkämfe          |
| 3.     | 14. Okt. 1948 | Tetsu Katayama (SPJ)                   | 1                            | 185                          | Shigeru Yoshida (DLP)            | Shigeru Yoshida (DLP)                            | 144                                              | 29                        | Tetsu Katayama (SPJ)        | Rücktritt im Zuge des Shōwa-Denkō-Skandals                                             |
| 5.     | 11. Feb. 1949 | Inejirō Asanuma (SPJ)                  | 86                           | 350                          | Shigeru Yoshida (DLP)            | Shigeru Yoshida (DLP)                            | 167                                              | 26                        | Inejirō Asanuma (SPJ)       | (zwecks Auflösung gewünschtes) Misstrauensvotum & Abgeordnetenhauswahl 1949            |
| 15.    | 24. Okt. 1952 | Mamoru Shigemitsu (Fortschrittspartei) | 88                           | 247                          | Shigeru Yoshida (LP)             | Shigeru Yoshida (LP)                             | 126                                              | 35                        | Mosaburō Suzuki (Linke SPJ) | Abgeordnetenhausauflösung & -wahl 1952                                                 |
| 16.    | 19. Mai 1953  | Mamoru Shigemitsu (Fortschrittspartei) | 115                          | 204                          | Shigeru Yoshida (LP)             | Shigeru Yoshida (LP)                             | 141                                              | 47                        | Mosaburō Suzuki (Linke SPJ) | Misstrauensvotum & Abgeordnetenhauswahl 1953                                           |
| 20.    | 9. Dez. 1954  | Taketora Ogata (LP)                    | 191                          | 257                          | Ichirō Hatoyama (DPJ)            | Ichirō Hatoyama (DPJ)                            | 116                                              | 85                        | Taketora Ogata (LP)         | Rücktritt nach Misstrauensantrag                                                       |
| 22.    | 18. März 1955 | Mosaburō Suzuki (Linke SPJ)            | 160                          | 254                          | Ichirō Hatoyama (DPJ)            | Ichirō Hatoyama (DPJ)                            | 99                                               | 59                        | Mosaburō Suzuki (Linke SPJ) | Abgeordnetenhausauflösung & -wahl 1955                                                 |
| 23.    | 22. Nov. 1955 | Mosaburō Suzuki (SPJ)                  | 150                          | 288                          | Ichirō Hatoyama (LDP)            | Ichirō Hatoyama (LDP)                            | 149                                              | 64                        | Mosaburō Suzuki (SPJ)       | Rücktritt nach Vereinigung von DPJ und LP zur LDP                                      |
| 26.    | 20. Dez. 1956 | Mosaburō Suzuki (SPJ)                  | 150                          | 291                          | Tanzan Ishibashi (LDP)           | Tanzan Ishibashi (LDP)                           | 150                                              | 77                        | Mosaburō Suzuki (SPJ)       | Neuwahl des LDP-Vorsitzenden                                                           |
| 26.    | 25. Feb. 1957 | Mosaburō Suzuki (SPJ)                  | 129                          | 276                          | Nobusuke Kishi (LDP)             | Nobusuke Kishi (LDP)                             | 147                                              | 70                        | Mosaburō Suzuki (SPJ)       | Rücktritt nach Amtsunfähigkeit (Schlaganfall) des Premierministers                     |
| 29.    | 12. Juni 1958 | Mosaburō Suzuki (SPJ)                  | 162                          | 290                          | Nobusuke Kishi (LDP)             | Nobusuke Kishi (LDP)                             | 132                                              | 74                        | Mosaburō Suzuki (SPJ)       | Abgeordnetenhausauflösung & -wahl 1958                                                 |
| 35.    | 18. Juli 1960 | Inejirō Asanuma (SPJ)                  | 121                          | 275                          | Hayato Ikeda (LDP)               | Hayato Ikeda (LDP)                               | 143                                              | 69                        | Inejirō Asanuma (SPJ)       | Neuwahl des LDP-Vorsitzenden                                                           |
| 37.    | 7. Dez. 1960  | Saburō Eda (SPJ)                       | 141                          | 290                          | Hayato Ikeda (LDP)               | Hayato Ikeda (LDP)                               | 134                                              | 62                        | Saburō Eda (SPJ)            | Abgeordnetenhausauflösung & -wahl 1960                                                 |
| 45.    | 9. Dez. 1963  | Jōtarō Kawakami (SPJ)                  | 137                          | 280                          | Hayato Ikeda (LDP)               | Hayato Ikeda (LDP)                               | 138                                              | 55                        | Jōtarō Kawakami (SPJ)       | Abgeordnetenhausauflösung & -wahl 1963                                                 |
| 47.    | 9. Nov. 1964  | Jōtarō Kawakami (SPJ)                  | 137                          | 283                          | Eisaku Satō (LDP)                | Eisaku Satō (LDP)                                | 146                                              | 56                        | Jōtarō Kawakami (SPJ)       | Rücktritt des Premierministers aus gesundheitlichen Gründen                            |
| 55.    | 17. Feb. 1967 | Kōzō Sasaki (SPJ)                      | 131                          | 279                          | Eisaku Satō (LDP)                | Eisaku Satō (LDP)                                | 123                                              | 60                        | Kōzō Sasaki (SPJ)           | Abgeordnetenhausauflösung & -wahl 1967                                                 |
| 63.    | 14. Jan. 1970 | Tomomi Narita (SPJ)                    | 89                           | 297                          | Eisaku Satō (LDP)                | Eisaku Satō (LDP)                                | 126                                              | 56                        | Tomomi Narita (SPJ)         | Abgeordnetenhausauflösung & -wahl 1970                                                 |
| 69.    | 6. Juli 1972  | Tomomi Narita (SPJ)                    | 86                           | 297                          | Kakuei Tanaka (LDP)              | Kakuei Tanaka (LDP)                              | 133                                              | 62                        | Tomomi Narita (SPJ)         | Neuwahl des LDP-Vorsitzenden                                                           |
| 71.    | 22. Dez. 1972 | Tomomi Narita (SPJ)                    | 116                          | 280                          | Kakuei Tanaka (LDP)              | Kakuei Tanaka (LDP)                              | 128                                              | 60                        | Tomomi Narita (SPJ)         | Abgeordnetenhausauflösung & -wahl 1972                                                 |
| 74.    | 9. Dez. 1974  | Tomomi Narita (SPJ)                    | 117                          | 278                          | Takeo Miki (LDP)                 | Takeo Miki (LDP)                                 | 130                                              | 66                        | Tomomi Narita (SPJ)         | Neuwahl des LDP-Vorsitzenden                                                           |
| 79.    | 24. Dez. 1976 | Tomomi Narita (SPJ)                    | 122                          | 256                          | Takeo Fukuda (LDP)               | Takeo Fukuda (LDP)                               | 125                                              | 64                        | Tomomi Narita (SPJ)         | Lockheed-Skandal, Ende der Abg.-Wahlperiode & -Wahl 1976, Neuwahl des LDP-Vorsitzenden |
| 86.    | 7. Dez. 1978  | Shōichi Shimodaira (SPJ)               | 116                          | 254                          | Masayoshi Ōhira (LDP)            | Masayoshi Ōhira (LDP)                            | 126                                              | 52                        | Shōichi Shimodaira (SPJ)    | Neuwahl des LDP-Vorsitzenden                                                           |
| 89.    | 6. Nov. 1979  | Takeo Fukuda (LDP)                     | 121                          | 138                          | Masayoshi Ōhira (LDP)            | Masayoshi Ōhira (LDP)                            | 97                                               | 52                        | Ichio Asukata (SPJ)         | Kakufuku-Krieg, Misstrauensantrag, Abgeordnetenhausauflösung & -wahl 1979              |
| 92.    | 17. Juli 1980 | Ichio Asukata (SPJ)                    | 106                          | 291                          | Zenkō Suzuki (LDP)               | Zenkō Suzuki (LDP)                               | 134                                              | 52                        | Ichio Asukata (SPJ)         | Misstrauensvotum, Abgeordnetenhauswahl 1980, Tod des Premierministers im Wahlkampf     |
| 97.    | 26. Nov. 1982 | Ichio Asukata (SPJ)                    | 102                          | 287                          | Yasuhiro Nakasone (LDP)          | Yasuhiro Nakasone (LDP)                          | 130                                              | 50                        | Ichio Asukata (SPJ)         | Neuwahl des LDP-Vorsitzenden                                                           |
| 101.   | 26. Dez. 1983 | Masashi Ishibashi (SPJ)                | 114                          | 265                          | Yasuhiro Nakasone (LDP)          | Yasuhiro Nakasone (LDP)                          | 131                                              | 47                        | Masashi Ishibashi (SPJ)     | Misstrauensantrag, Abgeordnetenhausauflösung & -wahl 1983                              |
| 106.   | 22. Juli 1986 | Masashi Ishibashi (SPJ)                | 84                           | 304                          | Yasuhiro Nakasone (LDP)          | Yasuhiro Nakasone (LDP)                          | 139                                              | 45                        | Masashi Ishibashi (SPJ)     | Abgeordnetenhausauflösung & -wahl 1986                                                 |
| 110.   | 6. Nov. 1987  | Takako Doi (SPJ)                       | 145                          | 299                          | Noboru Takeshita (LDP)           | Noboru Takeshita (LDP)                           | 143                                              | 72                        | Takako Doi (SPJ)            | Neuwahl des LDP-Vorsitzenden                                                           |
| 114.   | 2. Juni 1989  | Takako Doi (SPJ)                       | 139                          | 285                          | Sōsuke Uno (LDP)                 | Sōsuke Uno (LDP)                                 | 124                                              | 65                        | Takako Doi (SPJ)            | Recruit-Skandal, Neuwahl des LDP-Vorsitzenden                                          |
| 115.   | 9. Aug. 1989  | Takako Doi (SPJ)                       | 142                          | 294                          | Toshiki Kaifu (LDP)              | Takako Doi (SPJ)                                 | 127                                              | 109                       | Toshiki Kaifu (LDP)         | Niederlage bei Rätehauswahl 1989 und Neuwahl des LDP-Vorsitzenden                      |
| 118.   | 27. Feb. 1990 | Takako Doi (SPJ)                       | 146                          | 286                          | Toshiki Kaifu (LDP)              | Toshiki Kaifu (LDP)                              | 111                                              | 91                        | Takako Doi (SPJ)            | Abgeordnetenhausauflösung & -wahl 1990                                                 |
| 122.   | 5. Nov. 1991  | Makoto Tanabe (SPJ)                    | 140                          | 276                          | Kiichi Miyazawa (LDP)            | Kiichi Miyazawa (LDP)                            | 115                                              | 85                        | Makoto Tanabe (SPJ)         | Neuwahl des LDP-Vorsitzenden                                                           |
| 127.   | 6. Aug. 1993  | Yōhei Kōno (LDP)                       | 224                          | 262                          | Morihiro Hosokawa (NJP)          | Morihiro Hosokawa (NJP)                          | 132                                              | 93                        | Yōhei Kōno (LDP)            | Misstrauensvotum, Abgeordnetenhausauflösung & -wahl 1993                               |
| 129.   | 25. Apr. 1994 | Yōhei Kōno (LDP)                       | 207                          | 274                          | Tsutomu Hata (Erneuerungspartei) | Tsutomu Hata (Erneuerungspartei)                 | 127                                              | 95                        | Yōhei Kōno (LDP)            | Rücktritt nach Sagawa-Express-Skandal, koalitionsinternen Konflikten                   |
| 129.   | 29. Juni 1994 | Toshiki Kaifu (parteilos)              | 214                          | 261                          | Tomiichi Murayama (SPJ)          | Tomiichi Murayama (SPJ)                          | 148                                              | 63                        | Toshiki Kaifu (parteilos)   | Rücktritt nach Misstrauensantrag                                                       |
| 135.   | 11. Jan. 1996 | Ichirō Ozawa (NFP)                     | 167                          | 288                          | Ryūtarō Hashimoto (LDP)          | Ryūtarō Hashimoto (LDP)                          | 158                                              | 69                        | Ichirō Ozawa (NFP)          | Rätehauswahl 1995, Parteiaustritte, geändertes Kräfteverhältnis in der Koalition       |
| 138.   | 7. Nov. 1996  | Ichirō Ozawa (NFP)                     | 152                          | 262                          | Ryūtarō Hashimoto (LDP)          | Ryūtarō Hashimoto (LDP)                          | 145                                              | 68                        | Ichirō Ozawa (NFP)          | Abgeordnetenhausauflösung & -wahl 1996                                                 |
| 143.   | 30. Juli 1998 | Naoto Kan (DP)                         | 164                          | 268                          | Keizō Obuchi (LDP)               | Naoto Kan (DP)                                   | 142                                              | 103                       | Keizō Obuchi (LDP)          | Niederlage bei Rätehauswahl 1998, Neuwahl des LDP-Vorsitzenden                         |
| 147.   | 5. Apr. 2000  | Yukio Hatoyama (DP)                    | 95                           | 335                          | Yoshirō Mori (LDP)               | Yoshirō Mori (LDP)                               | 137                                              | 56                        | Yukio Hatoyama (DP)         | Amtsunfähigkeit (Schlaganfall) des Premierministers                                    |
| 148.   | 4. Juli 2000  | Yukio Hatoyama (DP)                    | 130                          | 284                          | Yoshirō Mori (LDP)               | Yoshirō Mori (LDP)                               | 133                                              | 60                        | Yukio Hatoyama (DP)         | Misstrauensantrag, Abgeordnetenhausauflösung & -wahl 2000                              |
| 151.   | 26. Apr. 2001 | Yukio Hatoyama (DP)                    | 127                          | 287                          | Jun’ichirō Koizumi (LDP)         | Jun’ichirō Koizumi (LDP)                         | 138                                              | 59                        | Yukio Hatoyama (DP)         | Neuwahl des LDP-Vorsitzenden                                                           |
| 158.   | 19. Nov. 2003 | Naoto Kan (DP)                         | 186                          | 281                          | Jun’ichirō Koizumi (LDP)         | Jun’ichirō Koizumi (LDP)                         | 136                                              | 81                        | Naoto Kan (DP)              | Abgeordnetenhausauflösung & -wahl 2003                                                 |
| 163.   | 21. Sep. 2005 | Seiji Maehara (DP)                     | 114                          | 340                          | Jun’ichirō Koizumi (LDP)         | Jun’ichirō Koizumi (LDP)                         | 134                                              | 84                        | Seiji Maehara (DP)          | Misstrauensantrag, Abgeordnetenhausauflösung & -wahl 2005                              |
| 165.   | 26. Sep. 2006 | Ichirō Ozawa (DP)                      | 115                          | 339                          | Shinzō Abe (LDP)                 | Shinzō Abe (LDP)                                 | 136                                              | 85                        | Ichirō Ozawa (DP)           | Neuwahl des LDP-Vorsitzenden                                                           |
| 168.   | 25. Sep. 2007 | Ichirō Ozawa (DP)                      | 117                          | 338                          | Yasuo Fukuda (LDP)               | Ichirō Ozawa (DP)                                | 133                                              | 106                       | Yasuo Fukuda (LDP)          | Niederlage bei Rätehauswahl 2007 und Neuwahl des LDP-Vorsitzenden                      |
| 170.   | 24. Sep. 2008 | Ichirō Ozawa (DP)                      | 117                          | 337                          | Tarō Asō (LDP)                   | Ichirō Ozawa (DP)                                | 125                                              | 108                       | Tarō Asō (LDP)              | Neuwahl des LDP-Vorsitzenden                                                           |
| 172.   | 16. Sep. 2009 | Masatoshi Wakabayashi (LDP)            | 119                          | 327                          | Yukio Hatoyama (DP)              | Yukio Hatoyama (DP)                              | 124                                              | 84                        | Masatoshi Wakabayashi (LDP) | Abgeordnetenhausauflösung & -wahl 2009                                                 |
| 174.   | 4. Juni 2010  | Sadakazu Tanigaki (LDP)                | 116                          | 313                          | Naoto Kan (DP)                   | Naoto Kan (DP)                                   | 123                                              | 71                        | Sadakazu Tanigaki (LDP)     | Neuwahl des DP-Vorsitzenden                                                            |
| 177.   | 30. Aug. 2011 | Sadakazu Tanigaki (LDP)                | 118                          | 308                          | Yoshihiko Noda (DP)              | Yoshihiko Noda (DP)                              | 110                                              | 107                       | Sadakazu Tanigaki (LDP)     | gescheiterte Misstrauensabstimmung, Neuwahl des DP-Vorsitzenden                        |
| 182.   | 26. Dez. 2012 | Banri Kaieda (DP)                      | 57                           | 328                          | Shinzō Abe (LDP)                 | Shinzō Abe (LDP)                                 | 107                                              | 96                        | Banri Kaieda (DP)           | Abgeordnetenhausauflösung & -wahl 2012                                                 |
| 188.   | 24. Dez. 2014 | Katsuya Okada (DP)                     | 73                           | 328                          | Shinzō Abe (LDP)                 | Shinzō Abe (LDP)                                 | 135                                              | 61                        | Katsuya Okada (DP)          | Abgeordnetenhausauflösung & -wahl 2014                                                 |
| 195.   | 1. Nov. 2017  | Yukio Edano (KDP)                      | 60                           | 312                          | Shinzō Abe (LDP)                 | Shinzō Abe (LDP)                                 | 151                                              | 48                        | Kōhei Ōtsuka (DFP)          | Abgeordnetenhausauflösung & -wahl 2017                                                 |
| 202.   | 16. Sep. 2020 | Yukio Edano (KDP)                      | 134                          | 314                          | Yoshihide Suga (LDP)             | Yoshihide Suga (LDP)                             | 142                                              | 78                        | Yukio Edano (KDP)           | Neuwahl des LDP-Vorsitzenden                                                           |
| 205.   | 4. Okt. 2021  | Yukio Edano (KDP)                      | 124                          | 311                          | Fumio Kishida (LDP)              | Fumio Kishida (LDP)                              | 141                                              | 65                        | Yukio Edano (KDP)           | Neuwahl des LDP-Vorsitzenden                                                           |
| 206.   | 10. Nov. 2021 | Yukio Edano (KDP)                      | 108                          | 297                          | Fumio Kishida (LDP)              | Fumio Kishida (LDP)                              | 141                                              | 60                        | Yukio Edano (KDP)           | Abgeordnetenhausauflösung & -wahl 2021                                                 |
| 214.   | 1. Okt. 2024  | Yoshihiko Noda (KDP)                   | 100                          | 291                          | Shigeru Ishiba (LDP)             | Shigeru Ishiba (LDP)                             | 143                                              | 45                        | Yoshihiko Noda (KDP)        | Neuwahl des LDP-Vorsitzenden                                                           |
| 215.   | 11. Nov. 2024 | Yoshihiko Noda (KDP)                   | 160                          | 221                          | Shigeru Ishiba (LDP)             | Shigeru Ishiba (LDP)                             | 142                                              | 46                        | Yoshihiko Noda (KDP)        | Abgeordnetenhausauflösung & -Wahl 2024                                                 |